# Ziemowid Sujkowski

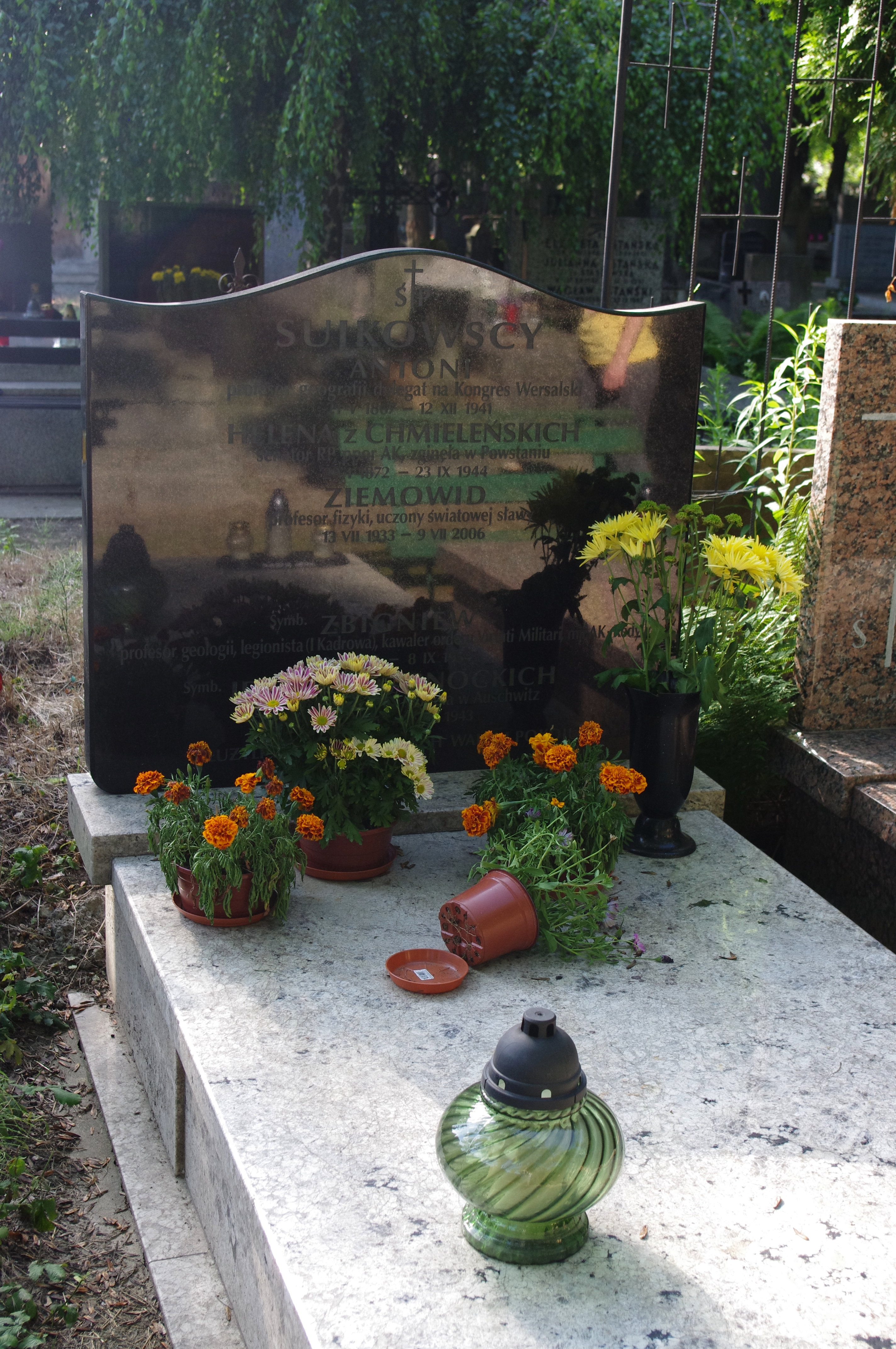
Grobowiec rodzinny ministra Antoniego Sujkowskiego, senator Heleny Sujkowskiej i fizyka Ziemowida Sujkowskiego na Starych Powązkach w Warszawie

Ziemowid Sujkowski (ur. 13 lipca 1933 w Warszawie, zm. 9 lipca 2006) – polski fizyk, profesor nauk fizycznych.

## Życiorys
Syn Zbigniewa Leliwy-Sujkowskiego i Idalii Marii z Czarnockich, wnuk Heleny i Antoniego Sujkowskich, brat Danuty Francki.
Do szkoły podstawowej i gimnazjum uczęszczał w Kielcach. Maturę zdał w I Liceum Ogólnokształcącym w Gdańsku. W 1951 rozpoczął studia na kierunku fizyka na Uniwersytecie Warszawskim. Rok przed ukończeniem studiów zaczął pracować jako asystent w Instytucie Fizyki Doświadczalnej UW. We wrześniu 1955 został zatrudniony w Zakładzie Fizyki Jądra Atomowego Instytutu Problemów Jądrowych w Świerku. Po wyjeździe na  stypendium do Szwecji pracował w Instytucie Karolinska w Sztokholmie. W 1961 uzyskał stopień doktora filozofii i docenta na Uniwersytecie Sztokholmskim. Na Uniwersytecie Warszawskim otrzymał stopnie doktora i doktora habilitowanego. W 1971 otrzymał tytuł profesora nadzwyczajnego, a w 1988 – profesora zwyczajnego. Dyrektor IPJ w Świerku w latach 1996–2006. Członek Komitetu Fizyki PAN i Towarzystwa Naukowego Warszawskiego. Odznaczony Krzyżem Oficerskim Orderu Polonia Restituta w 2005 roku.
Pochowany na cmentarzu Powązkowskim (kw. 343, rząd I, grób 5).